# سكوت إليس
سكوت إليس (3 أكتوبر 1975 - ) (بالإنجليزية: Scott Ellis)‏ هو لاعب كريكت بريطاني. شارك مع منتخب إنجلترا للكريكت.

## وصلات خارجية
- سكوت إليس على موقع إي آس بي آن كريك إنفو (الإنجليزية)